# Shin’yō Maru
SS „Shin’yō Maru” (pierwotnie SS „Clan MacKay”) – statek towarowy oddany do służby w 1894 roku, pływający pod banderami różnych państw.
Do służby wszedł pod nazwą „Clan MacKay”. W latach 1894–1914 pływał pod flagą brytyjskich linii żeglugowych Clan Line. Później był własnością przedsiębiorstw i osób prywatnych z Australii, Chin i Grecji, a jego nazwa była kilkukrotnie zmieniana. W grudniu 1941 roku, po wybuchu wojny na Pacyfiku, został przejęty przez Japończyków w Szanghaju. Nowi właściciele nadali mu nazwę „Shin’yō Maru”. 7 września 1944 roku został zatopiony u wybrzeży Mindanao przez amerykański okręt podwodny USS „Paddle”. Przewoził wtedy około 750 amerykańskich jeńców wojennych, spośród których 667 poniosło śmierć.
„Shin’yō Maru” jest zaliczany do grona tzw. piekielnych statków.

## Dane techniczne
Był statkiem towarowym o długości 95 metrów, szerokości 12,2 metrów i zanurzeniu 7,5 metrów. Jego pojemność wynosiła 2600 BRT (według innych źródeł – 2634 BRT).
Napęd zapewniała maszyna parowa potrójnego rozprężania o mocy 317 NHP.

## Historia

### Przebieg służby
Statek został zbudowany w stoczni Naval Construction & Armaments Company w Barrow-in-Furness na zamówienie brytyjskich linii żeglugowych Clan Line. Jego wodowanie miało miejsce 31 października 1894 roku. Do służby wszedł w grudniu tegoż roku.
Pod nazwą „Clan MacKay” pływał pod flagą Clan Line do 1914 roku. Następnie został sprzedany australijskim liniom Adelaide Steamship Company, a jego nazwę zmieniono na „Ceduna”.
W 1924 roku statek został sprzedany do Chin i przemianowany na „Tung Tuck”. Jego właścicielem był odtąd chiński biznesmen z Szanghaju nazwiskiem Woo Kuei Fen, a operatorem – spółka Tung Tuck & Co. W 1937 roku statek został nabyty przez chińską spółkę Lee Yuan Steamship Co. i przemianowany na „Chang Teh” . Jeszcze w tym samym roku lub w następnym został jednak sprzedany greckiemu przedsiębiorcy J.D. Tsouniasowi. Pod nazwą „Pananis” pływał odtąd pod flagą linii żeglugowych China Hellenic Lines z siedzibą w Pireusie.
W grudniu 1941 roku, wkrótce po wybuchu wojny na Pacyfiku, został przejęty przez Japończyków w Szanghaju. Nowi właściciele nadali mu nazwę „Shin’yō Maru”.

### Zatonięcie
4 września 1944 roku w porcie Zamboanga na filipińskiej wyspie Mindanao na „Shin’yō Maru” zaokrętowano około 750 amerykańskich jeńców wojennych. Wszyscy oni pracowali uprzednio przy budowie lotniska w Lasang nieopodal Davao. Zostali stamtąd zabrani 20 sierpnia 1944 roku i ponad dwa tygodnie spędzili w nieludzkich warunkach w ładowniach statku „Tateishi Maru” . Gdy zostali zaokrętowani na „Shin’yō Maru”, podróżujący dotąd tym statkiem japońscy żołnierze zostali przeniesieni na „Tateishi Maru”. Zamiany dokonano pod osłoną nocy i deszczu, licząc zapewne, że Amerykanie – ostrzeżeni przez filipiński ruch oporu – nie zaatakują „Tateishi Maru”.
500 jeńców umieszczono w ładowni rufowej, a kolejnych 250 w ładowni dziobowej (według innego źródła proporcje były odwrotne). Panował w nich tak wielki ścisk, że jeńcy z trudem mogli się poruszać. Statek uprzednio był wykorzystywany do transportu cementu, stąd zalegający w ładowniach wapienny pył dodatkowo utrudniał oddychanie. Racje wody i żywności były niewystarczające, a traktowanie jeńców przez strażników – brutalne. Aby zapobiec ucieczkom, Amerykanom zabroniono wychodzić na pokład. Japończycy zapowiedzieli jednocześnie, że jeżeli statek zostanie zaatakowany, to wszyscy jeńcy zostaną zastrzeleni. Strażnicy mieli nawet przeprowadzać stosowne ćwiczenia na tę okoliczność.
7 września około godziny 2:00 nad ranem „Shin’yō Maru” opuścił port w składzie konwoju, w którym znajdowały się jeszcze cztery inne statki oraz dwa okręty eskorty. Japońskie jednostki obrały kurs na port w Cebu. Dzięki złamaniu japońskich szyfrów amerykański wywiad spodziewał się, że wzdłuż wybrzeży Mindanao będzie płynął nieprzyjacielski konwój. W celu jego przechwycenia skierowano okręt podwodny USS „Paddle”. Dzień przed wypłynięciem konwoju amerykański wywiad radiowy przechwycił japońską wiadomość, z której wynikało, że na „Shin’yō Maru” będzie płynąć 750 osób. Na skutek błędu w tłumaczeniu, który zweryfikowano dopiero trzy miesiące później, kryptolodzy uznali jednak, że pasażerami będą japońscy żołnierze, a nie jeńcy wojenni. 
Atak nastąpił 7 września o godzinie 16:51, gdy konwój znajdował się w pobliżu przylądka Sindangan. Wystrzelone przez amerykańską jednostkę torpedy trafiły tankowiec „Eiyo Maru” oraz „Shin’yō Maru”. Ten ostatni został trafiony dwiema torpedami, przy czym jedna uderzyła bezpośrednio w dziobową ładownię, w której przebywali jeńcy. Wkrótce od statku odłamała się część dziobowa. Po 10 minutach „Shin’yō Maru” zatonął.
Niemal natychmiast po eksplozji torped japońscy strażnicy przystąpili do mordowania Amerykanów, ciskając granaty ręczne i strzelając z broni maszynowej w głąb ładowni. Clay Blair podaje, że niektórzy jeńcy przy użyciu improwizowanej broni podjęli walkę ze strażnikami. Ci Amerykanie, którzy zdołali wydostać się na pokład i wyskoczyć za burtę, byli ostrzeliwani nie tylko przez strażników z tonącego „Shin’yō Maru”, lecz także przez pozostałe japońskie jednostki oraz przez krążące nad miejscem katastrofy wodnosamoloty. Jeden ze świadków wspominał, że dowódca straży por. Hashimoto, który przeżył zatonięcie „Shin’yō Maru”, krążył tratwą po miejscu katastrofy i zabijał amerykańskich rozbitków swym mieczem. Pewna liczba jeńców – szacowana w zależności od źródeł na około piętnastu, dwudziestu lub trzydziestu, została wciągnięta na pokład uszkodzonego „Eiyo Maru”. Jeszcze tego samego wieczora japońscy marynarze skrępowali jednak rozbitków, po czym zaczęli ich kolejno rozstrzeliwać. Zginęli wszyscy poza jednym, który zdołał wyskoczyć za burtę i dopłynąć do brzegu.
Tylko 82 amerykańskich jeńców zdołało dopłynąć do wybrzeży Mindanao, przy czym jeden wkrótce zmarł na skutek odniesionych ran. Miejscowi Filipińczycy udzielili rozbitkom pomocy i pomogli im skontaktować się z antyjapońskim ruchem oporu. Wśród partyzantów znajdował się amerykański oficer, ppłk John H. McGee, który kilka miesięcy wcześniej uciekł z japońskiego statku „Yashu Maru”. Przystąpił on do organizowania ewakuacji. 29 września pod osłoną nocy 81 rozbitków zaokrętowano na okręt podwodny USS „Narwhal”. Po kilkudniowym rejsie, podczas którego był atakowany przez japoński samolot, „Narwhal” dotarł wraz z uwolnionymi jeńcami do amerykańskiej bazy na wyspie Mios Woendi u wybrzeży Nowej Gwinei.
Wraz z „Shin’yō Maru” zatonęło 667 jeńców. Zginęło także 62 Japończyków, w tym 15 członków załogi i 47 strażników . „Shin’yō Maru” jest zaliczany do grona japońskich „piekielnych statków” (ang. Hellships).

## Pamięć
W 2014 roku nad brzegiem zatoki Sindangan na Mindanao odsłonięto tablicę pamiątkową, poświęconą mieszkańcom okolicznych miejscowości, którzy we wrześniu 1944 roku pomogli uratować amerykańskich rozbitków z „Shin'yō Maru”.
„Shin’yō Maru” jest jednym z „piekielnych statków”, które upamiętniono w obrębie tzw. Japanese Prison Ships Memorial Garden znajdującego się na terenie National Memorial Arboretum w brytyjskim Alrewas.